# 刀剑神域 虚空断章
《刀剑神域 虚空断章》是由Aquria開發、萬代南夢宮遊戲發行的角色扮演游戏，可在PlayStation Vita、PlayStation 4、Microsoft Windows遊玩。本作以川原礫輕小說《刀劍神域》中的同名虚拟现实大型多人在线角色扮演游戏爲場景，世界線獨立於原作，是系列第二部遊戲機遊戲，承《刀劍神域 無限瞬間》之上，啓《刀劍神域 Lost Song》之下。
本作重製版《刀劍神域 Re:虛空斷章》和次作捆綁爲《刀劍神域 导演典藏版》，可在PlayStation 4遊玩，2015年7、8月在北美、歐洲、澳洲、中東發行，11月在日本發行。重製版除包含原版游戏所有内容外，还追加了新的剧情、頭目、多人模式，可自定主角性別，提升了人物等级上限。《刀劍神域 Re:虛空斷章》個人電腦版于2018年8月21日在Steam推出。

## 概要
本作延續前作設定，世界線獨立於原作。劇情與原作〈艾恩葛朗特〉篇處於相同時間點。
玩家控制的主角桐人被困在死亡遊戲《刀劍神域》中。游戏中人物的死亡也会导致在现实中死去。本作部份內容其實是前作的高清重製，包含前作的樓層通關，以及新的虛空區。

## 玩法
本作有100多个角色供玩家选择，以陪伴玩家完成任务。和前作一样，本作有大型多人在线角色扮演游戏元素。游戏包含恋爱元素，并支持最多四人的多人模式。

## 製作發行
本作於2014年4月23日在日本發行，中英文字幕版於5月29日在臺灣、香港、東南亞發行本作還宣佈推出僅数字发行的英語版 ，並於8月19日在北美發行，8月20日在歐洲、澳洲發行。遊戲經過更新，增加了30小時的內容，包括新區域、玩法、服裝，同時還將等級上限從200提高至250。還有以可下载内容追加的服裝。

## 反響
本作Fami通評分爲32分（滿分40分）。PlayStation Lifestyle將日語版評爲9分（滿分10分），認爲該遊戲有足時的內容，沒有明顯影響遊戲體驗的性能問題。《海峽時報》指出本作亞洲版錯誤屢見，如字幕語法、拼寫錯誤，不過還是給了8分（滿分10分）。有表明製作團隊已意識到英譯的問題，並表示後作將改進翻譯。
本作在西方世界發行後，評價好壞參半。Metacritic將PlayStation Vita版評爲67分（滿分100分）。IGN则给出5.5分（滿分10分）的评价，認爲本作戰鬥出彩，但受少年戀愛系統和劣質翻譯拖累。Destructoid給了7分（滿分10分），認爲本作體驗有趣，但可能缺乏重玩的價值。而《Gaming Age》則評了B級，稱讚遊戲環境和機制，但指出相機控件有缺陷感。PlayStation Universe打了5.5分（滿分10分），表示本作只能給肯掙扎於無靈感而乏味玩法的鐵桿粉絲提供最佳享受。GameZone評分爲8分（滿分10分），稱讚遊戲有很多內容可玩。Twinfinite評分爲4分（滿分5分），批評了陡峭的學習曲線和對話翻譯，同時認爲有積極的戰鬥和遊戲設計。而Attack of the Fanboy則認爲其只要克服次要缺陷，就有可靠的角色扮演遊戲體驗。然而《Hardcore Gamer》將其評爲1.5分（滿分5分），稱其爲「劣質遊戲……日本最墮落的垃圾……草率、破爛、低級軟體」，「故事可怕，戰鬥乏味，翻譯不可原諒」。

### 銷量
本作在日本發行一週售出145029部，登臨當週日本軟體銷量榜榜首，略高於前作的138180部。至2014年7月，銷量超過前作日本國內總銷量，約達20萬部。至2014年12月，日本銷量逾28萬部。本作是2014年8、9月歐洲和北美PlayStation商店最暢銷的PlayStation Vita遊戲。截至2014年12月，全球銷量逾45萬部，其中亞洲銷量約9萬部，北美銷量約7萬部。